# Northwich
Northwich – miasto i civil parish położone w hrabstwie Cheshire, w dystrykcie (unitary authority) Cheshire West and Chester, w miejscu zbiegu rzek Weaver i Dane. Jest oddalone o ok. 18 mil na wschód od Chester i ok. 15 mil na południe od Warrington. W 2011 roku civil parish liczyła 19 924 mieszkańców. Northwich jest wspomniana w Domesday Book (1086) jako Norwich/Wich.
Obszar Northwich słynie przede wszystkim ze złóż soli, eksploatowanych już od czasów rzymskich, kiedy to osada znana była pod nazwą Condate. Intensywne wydobywanie soli spowodowało na terenie miasta ogromne osuwiska ziemi, stąd też obecnie budynki w Northwich budowane są ze specjalnymi wzmocnieniami konstrukcji.
Główne dzielnice miasta:
- Leftwich
- Northwich
- Nortwich Castle
- Winnington
- Witton

W mieście jest stacja kolejowa Northwich.

## Miasta partnerskie
- Dole